# کووتر
کووتر (به انگلیسی: Cooter) یک شهر در ایالات متحده آمریکا است که در شهرستان پمیسکات، میزوری واقع شده‌است. کووتر ۰٫۷۸ کیلومتر مربع مساحت و ۴۶۹ نفر جمعیت دارد و ۸۰ متر بالاتر از سطح دریا واقع شده‌است.